# Museo Rosenbach
Museo Rosenbach é uma banda italiana de rock progressivo cujo álbum Zarathustra, em contraste ao sucesso limitado da banda nos anos 1970, é atualmente considerado como uma obra-prima do gênero.

## História
O Museo Rosenbach nasceu por volta de 1971 com o nome Inaugurazione del Museo Rosenbach, que significa Inauguração do museu Rosenbach, em italiano) como uma fusão de duas bandas de cover da segunda metade dos anos 1960, La Quinta Strada e Il Sistema. Tais bandas apresentavam covers de Jimi Hendrix e de grupos como The Kinks, The Animals e Steppenwolf, mas também de estrelas do Rhythm & Blues como Otis Redding e Wilson Pickett. 
Em relação ao nome da banda, acredita-se que ele foi inspirado pelos conterrâneos Premiata Forneria Marconi e Banco del Mutuo Soccorso. Da mesma forma que um banco e uma padaria, a banda achou interessante criar um museu em homenagem ao alemão Otto Rosenbach. Outras fontes apontam como inspiração a Rosenbach Museum & Library, localizada na Filadélfia.
Influenciados por bandas como Pink Floyd e Banco del Mutuo Soccorso, partiram para um som progressivo, lançando então o famoso trabalho Zarathustra em abril de 1973. As canções mostravam a clara influência no vasto uso do teclado, mellotron e hammond, ao melhor estilo do rock progressivo italiano. O vocalista Stefano Galifi mostrou uma voz distinta e o tecladista Pit Corradi adicionou um toque de originalidade ao som da banda. Tiveram problemas com sua suposta inclinação ao fascismo, com a presença de capas de CD mostrando Bento Mussolini e letras de canções inspiradas em Friedrich Nietzsche.
A primeira formação teve curta duração, separando-se logo após o lançamento do álbuns e alguns concertos ao vivo em 1973. O ex-membro com mais sucesso após a banda foi o baterista Giancarlo Golzi, que entrou na banda de pop  Matia Bazar posteriormente ao Museo.
O segundo álbum lançado foi Exit, publicado somente em 2000, com a nova formação incluindo somente Alberto Moreno e Golzi entre os membros originais. O álbum mostrou um lado mais comercial da banda. em 2002 a banda aceitou a proposta da revista finlandesa Colussus para o projeto de traduzir o poema nórdico Kalevala em rock, e a suíte Flower of Revenge acabou sendo composta.

## Integrantes

### Formação original
- Stefano Galifi - vocal
- Enzo Merogno - guitarra e vocal
- Pit Corradi - teclado
- Alberto Moreno - baixo, piano e mellotron
- Giancarlo Golzi - bateria (instrumento musical), percussão e vocal

### Formação atual
- Alberto Moreno - baixo e mellotron
- Giancarlo Golzi - bateria
- Stafano "Lupo" Galifi - vocal
- Andy Senis - baixo, vocal
- Fabio Meggetto - teclado
- Max Borelli - guitarra
- Sandro Libra - guitarra

## Discografia
- Zarathustra (1973)
- Live '72 (1992 - ao vivo)
- Rare and Unreleased (1992 - materiais até então não lançados)
- Exit (2000)